# Traité de l'harmonie réduite à ses principes naturels
El Tractat d'harmonia reduïda als seus principis naturals («Traité de l'harmonie réduite à ses principes naturels») és un tractat d'harmonia escrit per Jean-Philippe Rameau i publicat a París l'any 1722. És una obra fonamental en el desenvolupament de la música occidental que sintetitza els esforços de l'autor per donar una base científica a la música.

## El tractat
Rameau recull els treballs dels seus predecessors, especialment de Gioseffo Zarlino i René Descartes (Compendium musicæ) per a ordenar les nocions disperses que ja s'havien estudiat anteriorment i fer de l'harmonia una ciència deductiva com les matemàtiques, postulant que: "El so és al so, el que la corda a la corda". Per a Rameau és "la natura" mateixa qui estableix aquesta teoria i li permet afirmar que l'harmonia és la quintaessència de la música, i que la melodia prové de l'harmonia (enfrontant-se d'aquesta manera a Jean-Jacques Rousseau).
Enuncia el principi de les equivalències de les octaves, la noció de la nota fonamental i de la inversió dels acords, la importància de l'acord perfecte major i, a costa d'una contracció intel·lectual (una de les debilitats de la teoria), del perfecte menor. Assenta les bases de l'harmonia clàssica i de la tonalitat de forma no només empírica.
L'obra comprèn 4 parts:
- I - Du rapport des raisons et proportions harmoniques (Informe de les raons i proporcions harmòniques)
- II - De la nature et de la propriété des accords (de la naturalesa i Propietats dels acords)
- III - Principes de composition (Principis de Composició)
- IV - Principes d'accompagnement (Principis d'Acompanyament)

En aquella època, Rameau encara no coneixia els treballs de Joseph Sauveur sobre els harmònics. Ell mateix veurà en aquest treball, anys més tard, la confirmació de la seva teoria; que originarà la publicació d'un tractat complementari, la Generació Harmònica.

## Teoria
L'enfocament és purament matemàtic: es parteix del supòsit que "la corda és a la corda el que el so és al so", és a dir, de la mateixa manera que una corda conté dues cordes de la meitat de la seva longitud, el so produït per la primera corda conté dues vegades el so de la segona corda, que és la meitat de llarga.
Amb aquest principi i el de l'equivalència de les octaves fa una demostració de caràcter natural de l'acord perfecte major: partint d'un do emès per una corda que vibra, s'adona que la divisió de la seva longitud pels primers nombres enters produeix les notes següents:
- -Divisió per 2: octava superior
- -Divisió per 3: dotzena (quinta)
- -Divisió per 4: quinzena (la segona octava)
- -Divisió per 5: dissetena (la tercera)

(La divisió per 6, donaria una nova quinta), i sense concloure el tema, Rameau decretà que la divisió per 7 no dona un so utilitzable, pel que finalitza així el procés.
Per tant, l'eliminació de les notes a l'octava en aquesta successió de notes "harmòniques" deixa subsistir les tres notes de l'acord perfecte major. En aquesta demostració, Rameau també demostrà, per una part, el que ell anomena la "base fonamental, i per altra part el principi de la inversió dels acords: ja que "les octaves no són més que rèpliques".
El que es fa per les divisions de la longitud de la corda es repeteix de la mateixa forma en les multiplicacions, determinant d'aquesta manera l'acord perfecte menor, evidenciat així per la naturalesa.